# Whiz (ロボット)
Whiz（ウィズ）はAI自動清掃ロボット。ソフトバンクロボティクスが販売などの事業展開を手掛けており、「AI Clean パートナー」のアクティオ、大塚商会、シーバイエス、ソフトバンク、ダスキン、ディーコープ、リコージャパン、リ・プロダクツの8社と提携して清掃現場への導入が進んでいる。

## 概要
ソフトバンクロボティクスが企画とデザインを行い、ICE社で製造して（米）ブレインコーポレーションの自動運転技術EMMA（Enabling Mobile Machine Automation)を搭載した自動運転床洗浄機。大型で湿式(水洗浄方式)のR26(詳細についてはRS26を参照のこと。)と異なり小型で乾式(吸引方式)の床洗浄機である。Whizは小型でR26のように人を乗せることはできないためティーチング作業は人が手押しで行う。
ソフトバンクロボティクスは今後追加したい機能としてモップがけの機能やエレベーターと連動して階を越えた自律清掃を検討している。

## 月額料金
2019年4月10日から30日までオフィスビル・ホテル・病院・商業施設向けに最大1カ月間、無料でロボを体験できるキャンペーンを行い、2019年5月よりレンタルサービスを開始した。1年、3年、5年の年契約で月額料金は保証の有無と契約期間数に応じて変動する。月額料金には消耗品(紙パック・ブラシ・HEPAフィルター・バッテリーなど)の費用は含まれていない。有償オプションサービスとして「導入トレーニング」、「走行マップ支援サービス」が予定されている。
2019年11月よりダスキンが2020年3月まで試験的に契約期間や解除料金なしで利用できるレンタルプランを提供開始。1ヶ月の標準レンタル料金は税抜40,000円で、ダスキンによる「Whiz」の導入時の設定やアフターサポートに加え、毎月1回の保守点検や定期的な消耗品の無償交換や自然故障の無償修理が含まれている。ただし事業所向けのサービスで一般家庭への提供は行っていない。
| 契約機関            | 1年レンタル      | 3年レンタル     | 5年レンタル     |
| ------------------- | ---------------- | --------------- | --------------- |
| 月額料金 (保証無し) | 100,000円×12ヶ月 | 35,000円×36ヶ月 | 25,000円×60ヶ月 |
| 総額                | 1,200,000円      | 1,260,000円     | 1,500,000円     |
| 月額料金 (保証有り) | 104,800円×12ヶ月 | 39,800円×36ヶ月 | 29,800円×60ヶ月 |
| 総額                | 1,257,600円      | 1,432,800円     | 1,788,000円     |

## 沿革
- 2014年7月24日 - ソフトバンクロボティクス株式会社設立
- 2017年7月19日 - ソフトバンク・ビジョン・ファンド、クァルコムがブレインコーポレーションへ1億1400ドル出資[8]
- 2017年11月20日 - ソフトバンクロボティクスが業務用清掃ロボット事業に参入[9]
- 2018年5月1日 - ブレインコーポレーションの自動運転技術を活用した床洗浄機「RS26 powered by Brain OS」を順次納入開始[10]
- 2018年11月19日 - オフィス向けの床清掃ロボット「Whiz（ウィズ）」を発表[11]
- 2019年4月10日 - 「Whiz」パートナープログラム「AI Clean パートナー」を発表[12]
- 2019年5月16日 - 「Whiz」のレンタルサービス開始
- 2019年11月12日 - ダスキンが「ダスキンオールインワンセット」を提供開始[13]
- 2019年11月19日 - アメリカで「Whiz」の提供開始。月額499ドル[14]

## 仕様
| テクニカル・スペック     | テクニカル・スペック                                              | テクニカル・スペック                                    |
| ------------------------ | ----------------------------------------------------------------- | ------------------------------------------------------- |
| 床洗浄機                 | RS26 Powered by BrainOS                                           | Whiz                                                    |
| サイズ                   | 全長1,691 mm×全幅846 mm×全高1,383 mm                              | 全長455 mm×全幅474 mm×全高653 mm                        |
| 本体重量                 | 280 kg                                                            | 約27 kg                                                 |
| 本体重量(バッテリー含む) | 471 kg                                                            | 約32 kg                                                 |
| バッテリー               | 360 Ah                                                            | 約25 Ah                                                 |
| 駆動時間                 | 4.2 時間                                                          | 約3 時間（ノーマルモード時） 約2 時間（パワーモード時） |
| 充電時間                 | 8～12 時間                                                        | 約5 時間                                                |
| 手動清掃時の最大勾配     | 2 ％                                                              | -                                                       |
| 自律清掃時の最大勾配     | 0 ％                                                              | 0 ％                                                    |
| 走行速度(手動清掃時)     | 6.5 km/h                                                          | -                                                       |
| 最大作動能力(手動清掃時) | 4,300 m2/h                                                        | -                                                       |
| 走行速度(自律清掃時)     | 4.0 km/h                                                          | 約2.5 km/h                                              |
| 最大作動能力(自律清掃時) | 2,657 m2/h                                                        | 約500 m2/h                                              |
| 作業音                   | 68 dBA                                                            | 不明                                                    |
| コスト                   | 600万円 (本体価格248万円) (ソフトウェア使用料月額59,800円×60ヶ月) | 150万円 (レンタル料月額25,000円×60ヶ月)                 |